# Бизонски танц
„Бизонски танц“ (на английски: Buffalo Dance) е американски късометражен документален ням филм от 1894 година на режисьора Уилям Кенеди Диксън, заснет в лабораториите на Томас Едисън в Ню Джърси.

## Сюжет
Трима индианци от племето на сиуксите, облечени във военни доспехи, изпълняват пред камерата традиционният за народа им „бизонски танц“. На заден план се виждат други двама, които им акомпанират на барабани.

## Културно влияние
„Бизонски танц“ е един от първите филми в историята на киното, разказващ за обичаите на индианците и един от няколкото такива, заснети в студиото на Томас Едисън. Интересен факт е, че самите изпълнители във филма са сиукси, които са били участници и в шоуто на Бъфало Бил. Филмът е заснет с кинетоскоп.